# Llac Sentani
El llac Sentani és un llac obert tropical, poc profund i de baixa altitud situat a l'extrem nord-est de la regència de Jayapura, a la província indonèsia de Papua, a uns 20 quilòmetres de la capital provincial, la ciutat de Jayapura. Està situat just al sud de la ciutat de Sentani.
El llac, que la població local considera la llar dels arcs de Sant Martí, forma part de la Reserva Natural Estricta de Cíclopes i conté diverses espècies endèmiques de peixos.

## Hidrologia
El llac Sentani es troba al peu de les roques màfiques i ultramàfiques mesozoiques de les muntanyes ofiolítiques de Cíclope, en una depressió controlada per falla a una altitud de 73 metres sobre el nivell del mar. Sentani és un cos de forma irregular amb una longitud màxima aproximada que s'estén d'est a oest de 28 quilòmetres i, de nord a sud, de 19 quilòmetres d'amplada. Amb una superfície de 104 quilòmetres quadrats, el llac Sentani és el llac més gran de la regió d'Intan Jaya.
El llac Sentani rep l'aigua principalment de la precipitació directa, amb una pluja mitjana anual al voltant del llac d'uns 2 metres, i de rierols de muntanya. L'evaporació mitjana al llac és d'uns 0,4 metres, amb variacions estacionals en l'entrada. El llac desemboca als rius Jafuri i Tami fins a l'oceà Pacífic, prop de la frontera amb Papua Nova Guinea.

## Geologia

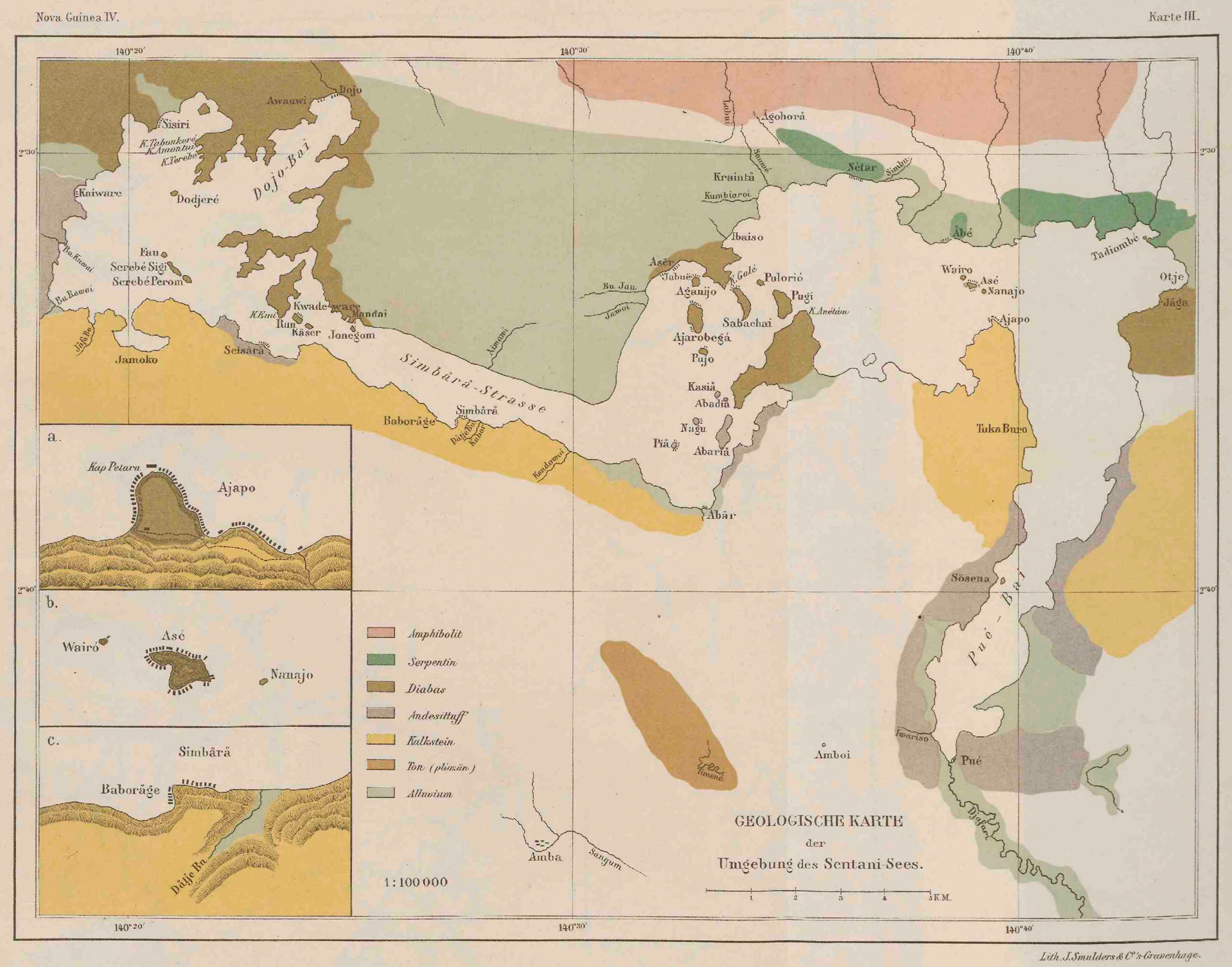
Mapa geològic dels voltants del llac Sentani, de l'expedició al nord de Nova Guinea. 1903

El llac Sentani, el més ben estudiat dels llacs d'Irian Jaya, és relativament estable i intacte. Es creu àmpliament que va evolucionar per la construcció de preses tectòniques i l'aixecament d'un braç de mar, però aquesta connexió encara no s'ha demostrat.

## Història natural
El llac Sentani és tèrmicament estable, amb temperatures que oscil·len entre els 29 i els 32 °C als 10 metres superiors; el pH superficial és de 6,2 a 6,8, i els nivells de plàncton són baixos, d'1 a 2 mg/L, excepte a la conca més occidental, on la circulació de l'aigua és limitada, la terbolesa es duplica i hi ha floracions d'algues estacionals, amb la consegüent mortalitat de peixos.  Mostres preliminars de sediments del fons de la part oriental del llac han revelat poblacions disperses de microfauna d'arcelínides, dominades pels tipus Kentropyx. En altres parts del món, aquestes espècies es troben associades a condicions d'aigua salobre o contaminada, cosa que augmenta la possibilitat que hi hagi salinitat residual a les parts més profundes del llac.
Pot ser petit, però alberga 34 espècies de peixos, de les quals 13 són autòctons residents, 8 anàdroms i 13 introduïdes. A més de tenir la seva pròpia espècie de peix multicolor arc de Sant Martí (Chilatherina sentaniensis) i peix arc de Sant Martí vermell (Glossolepis incisa), el llac Sentani també acull dues altres espècies de peixos que no es poden trobar enlloc més, el gobi Sentani i el gòbit Sentani. Els peixos serra de fins a 3 metres eren ben coneguts al llac fins a la dècada del 1970 i són un motiu comú en l'art tradicional Sentani, però sembla que han estat extingits. Els peixos de consum es crien extensivament en estanys i gàbies al voltant del perímetre del llac i la introducció d'espècies (especialment carpes i tilàpies) ha estat tant accidental i intencionada.
Al Sentani, els peixos arc de Sant Martí (conjunt divers d'espècies de colors llampants), juntament amb molts altres, són únics d'aquest llac.

## Història
Durant la Segona Guerra Mundial, la Marina dels Estats Units va construir una base naval al llac com a part de la Base Naval Hollandia. La base va funcionar des del 1944 fins al 1945.

## Economia
Molts dels Sentani, que habiten les illes, el perímetre i els voltants del llac, encara tenen una economia de subsistència tradicional basada en la pesca i la recol·lecció de sagú. Això ha estat sostenible durant segles, però els informes locals suggereixen que el rendiment de les captures ha disminuït en els darrers anys. No s'estableix si això és conseqüència de la sobrepesca (com a conseqüència del creixement demogràfic i/o de la pressió del mercat), la contaminació o la introducció d'espècies alienes. Molts dels residents ocupen habitatges construïts sobre pals sobre el llac, que serveix així com a dipòsit d'aigües residuals, cosa que provoca un alt recompte local de bacteris coliformes, però també un enriquiment de nutrients. El jacint d'aigua, introduït des de principis dels anys setanta, s'ha convertit en una important plaga vegetal i pot contribuir al declivi d'algunes espècies.
Gran part del terreny muntanyós entre la riba nord del llac i l'oceà es troba dins de la Reserva Natural Estricta de Cíclopes. La gestió futura de la reserva i la zona d'amortiment, i la qualitat ambiental del llac, són fortament interdependents. Recentment s'ha iniciat un important projecte de reforestació de prats als vessants que envolten el llac, amb el suport d'empreses forestals que operen a Papua. Aquesta ecoregió es troba dins d'una de les zones més poblades de Nova Guinea, però està amenaçada per la sobrepesca, la introducció de noves espècies, que podrien ser perjudicials per a les espècies endèmiques d'aquest llac i aqüicultura. Un dels principals problemes de desenvolupament sostenible per als habitants del llac i els voltants és la proposta existent de construir una central hidroelèctrica mitjançant una presa situada al riu Jafuri. S'han publicat diversos estudis de viabilitat i impacte ambiental, però les conseqüències cost/benefici d'aquest projecte encara no s'han publicat.